# Gaurika Singh
Gaurika Singh (geboren 26. November 2002 in Nepal) ist eine nepalesische Schwimmerin.

## Leben
Gaurika Singhs Eltern zogen 2005 nach London, wo ihr Vater als Urologe am Royal Free Hospital arbeitet. Singh besucht die Haberdashers’ Aske’s School for Girls in Hertsmere. Sie trainiert beim Barnet Copthall Schwimmclub in London die Schwimmstrecken von 50 m bis 400 m in allen Lagen. Als sie im April 2015 bei den nepalesischen Landesmeisterschaften in Kathmandu starten wollte, erlebte sie das Erdbeben mit und spendete Geld für die Opfer.
Singh startete für Nepal im August 2015 mit einer Wildcard bei den Schwimmweltmeisterschaften in Kasan. Im Herbst 2015 nahm sie am FINA Swimming World Cup und im Frühjahr 2016 an den Südasienspielen teil, wo sie Medaillenränge erreichte. Da sie mit ihren Leistungen weder die A-Norm noch die B-Norm für die Teilnahme an den Olympischen Sommerspielen 2016 erfüllte, erhielt sie dank einer Ausnahmeregelung für kleine Sportverbände einen Startplatz in einer Disziplin. Sie trat mit einer persönlichen Bestzeit von 1:07,31 min, dem nepalesischen Rekord, im Wettbewerb über 100 m Rücken an und gewann den 1. Vorlauf, erreichte im gesamten Vorlauf jedoch nur den 31. Platz unter 34 Teilnehmerinnen. Singh war mit 13 Jahren die jüngste Teilnehmerin der mehr als 10.000 Athleten in Rio de Janeiro.
Während der Eröffnungsfeier der Olympischen Sommerspiele 2020 war sie gemeinsam mit ihrem Schwimmerkollegen Alexander Shah die Fahnenträgerin ihrer Nation.